# Rankin Ridge Nature Trail
Le Rankin Ridge Nature Trail est un sentier de randonnée du comté de Custer, dans le Dakota du Sud, aux États-Unis. Protégée au sein du parc national de Wind Cave, cette boucle longue d'un mille passe près d'une tour de guet, la Rankin Ridge Lookout Tower. Elle est classée National Recreation Trail depuis 1982.